# Volkswagen Caddy
Volkswagen Caddy (рус. Фольксваген Кэдди, часто встречается как Кадди) — лёгкий коммерческий автомобиль, впервые представленный Volkswagen в 1980 году. Продается в Европе и по всему миру. Имеет 3 поколения: 1 существовало с 1979 по 1996, второе — с 1996 по 2004, а третье, представленное в 2004 году, производится до сих пор.

## Caddy Typ 14
Caddy Typ 14, первый Ют Volkswagen, был представлен в 1979 году. Он базировался на платформе A1, вместе с Volkswagen Golf первого поколения. В США был известен как Volkswagen Rabbit Pickup и производился с 1979 по 1982 года. Конкурентами автомобиля в те времена были Ford Courier и Subaru BRAT.

## Caddy Typ 9k
Caddy Typ 9K было представлено в 1996 году. Автомобиль был спроектирован испанским подразделением Volkswagen — SEAT и так же продавался под маркой SEAT Inca. Автомобиль был построен на платформе A03 (SEAT Cordoba, SEAT Ibiza, Volkswagen Polo Classic). В Европе продавался с 1997 по 2003 года. Caddy Typ 9K продавался в России и даже был успешен (в 2001 году было продано 197 экземпляров, а в 2002 — 475).

### Caddy Typ 9U

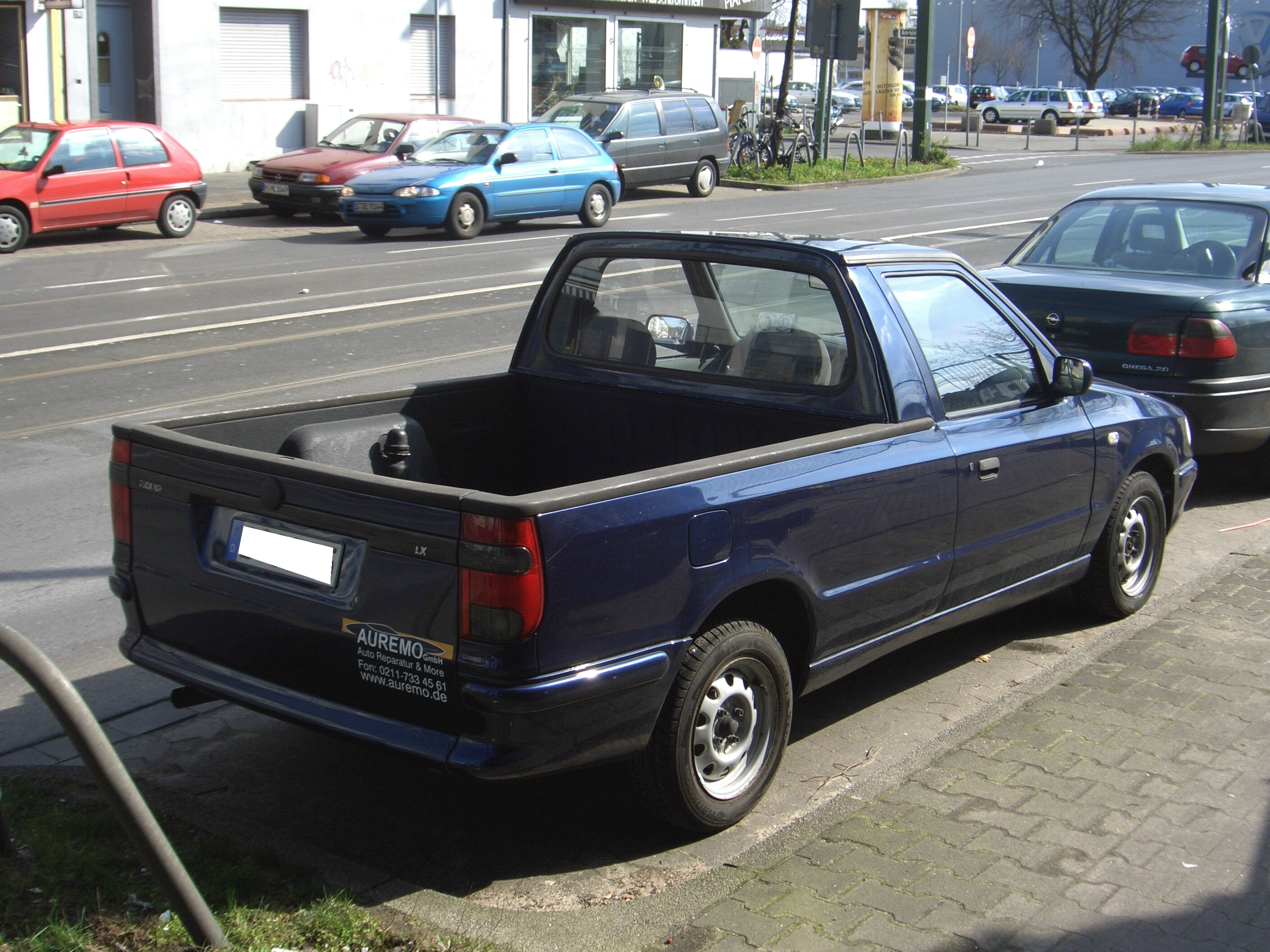
Typ 9U

Caddy Typ 9U представлял собой ребейджинг  автомобиля Škoda Felicia Pickup и производился на заводе Škoda Auto в городе Квасины, Чехия. Оснащался двумя типами двигателей:
- бензиновый 1.6 MPI (код двигателя AEE, мощность 74 л.с.)
- дизельный 1.9 D (код двигателя AEF, мощность 63 л.с.)

## Caddy Typ 2k
Caddy Typ 2K дебютировал в конце 2004 года на RAI European Road Transport Show в Амстердаме. Автомобиль был спроектирован на платформе A5 (PQ35) и имел много общего с Volkswagen Touran.
В 2010 году Caddy пережил фейслифтинг — дизайн экстерьера был сделан в стиле новых автомобилей Volkswagen. Облик автомобиля стал более агрессивным, динамичным.
В 2015 году автомобиль претерпел второй, более глубокий фейслифтинг, который на этот раз затронул не только переднюю, но и заднюю часть кузова. При этом, платформа и силовая структура кузова осталась прежней.

### Безопасность
| Euro NCAP                                                            | Euro NCAP | Euro NCAP | Euro NCAP |
| -------------------------------------------------------------------- | --------- | --------- | --------- |
| Рейтинги                                                             | Пассажир  |           | 27        |
| Рейтинги                                                             | Ребёнок   |           | 30        |
| Рейтинги                                                             | Пешеход   |           | 13        |
| Протестированная модель: Volkswagen Caddy 'Life' 1,9 TDI, LHD (2007) |           |           |           |

### Галерея

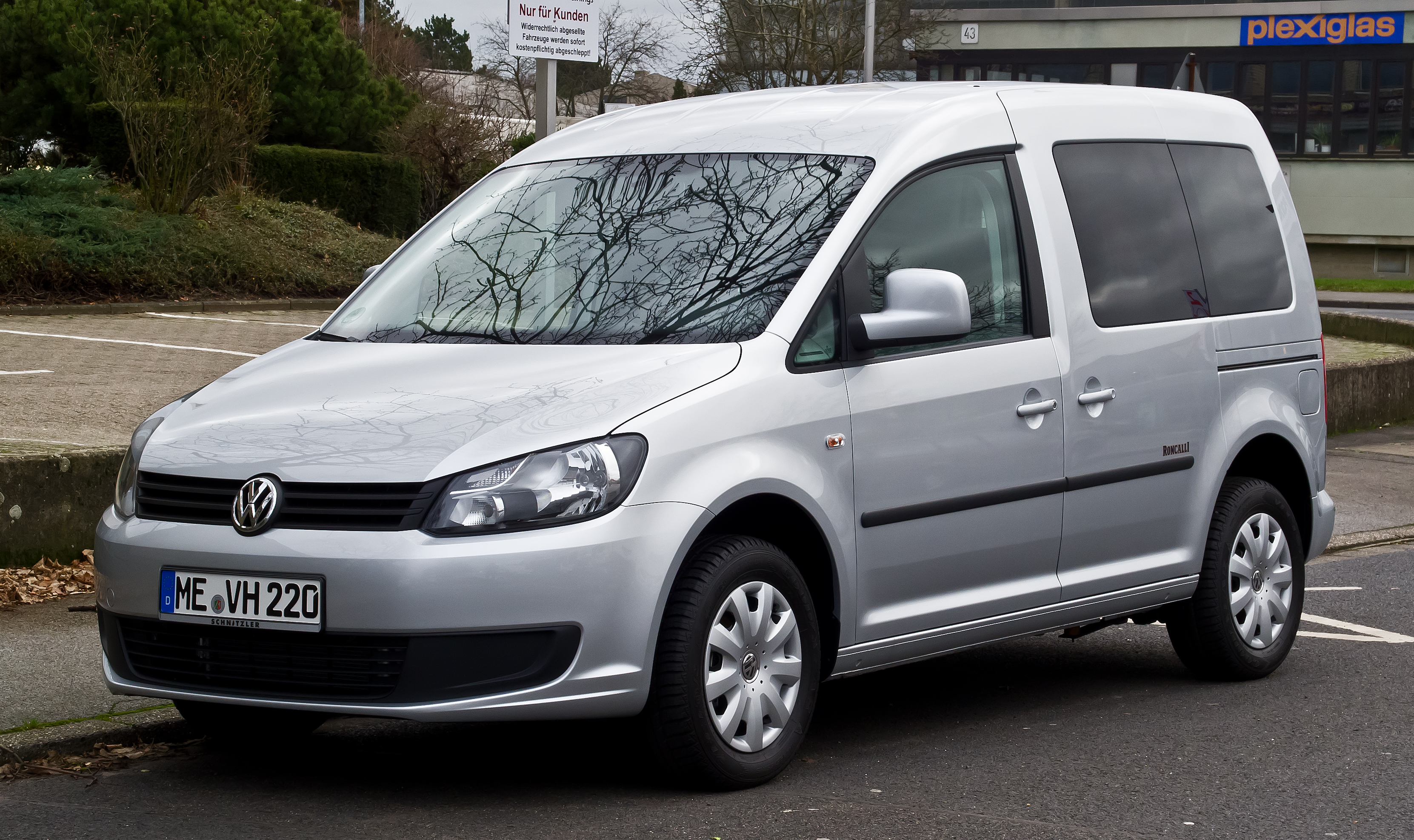
Фейслифтинг 2010 года
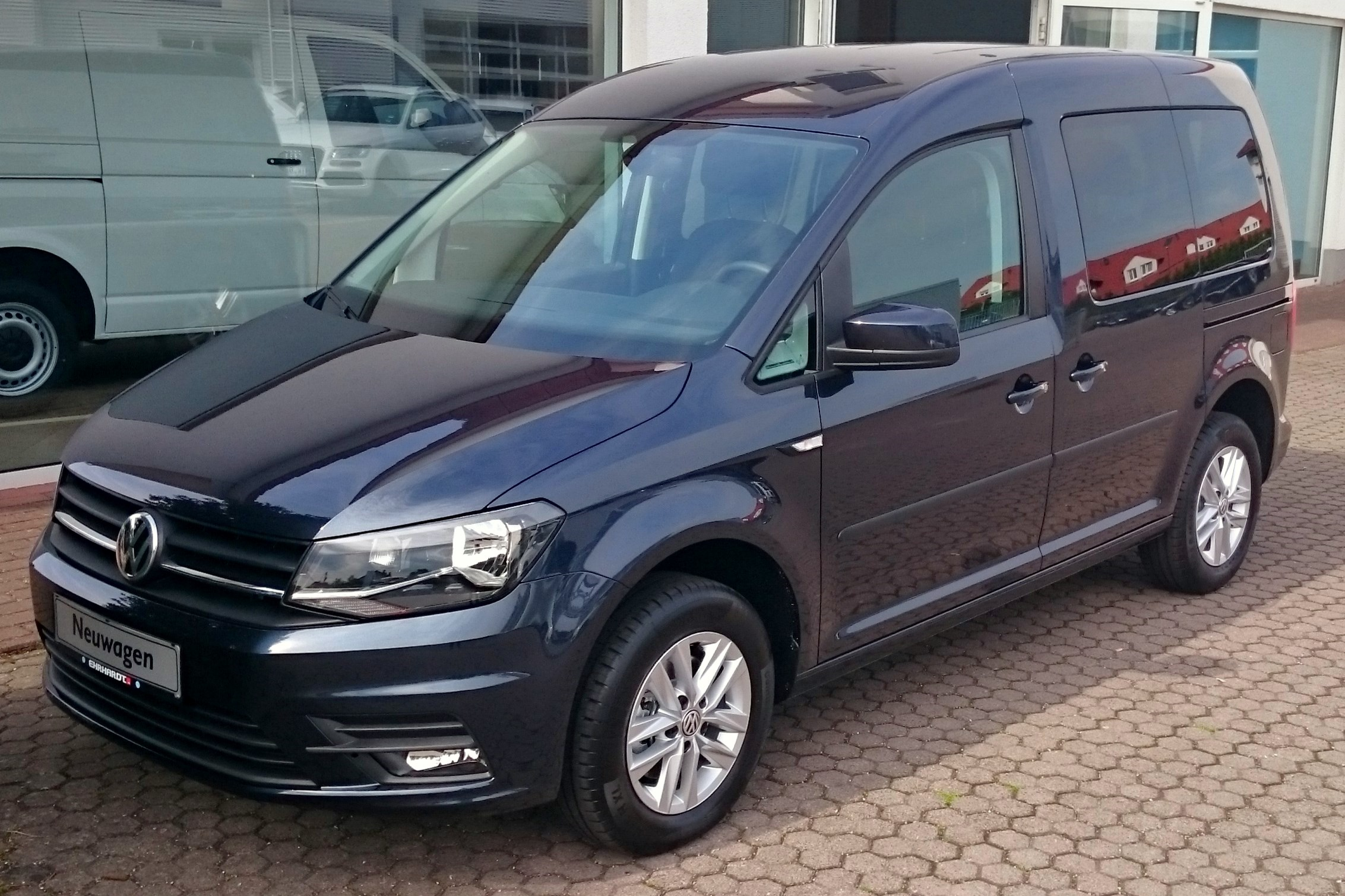
Фейслифтинг 2015 года

## Награды
- 2005 год — номинация на Европейский автомобиль года[5].
- 2007 год — LCV года по версии журнала Professional Van and Light Truck
- 2007 год — лучший LCV года (Великобритания)
- 2008 год — лучший LCV года (Fleet News)
- 2008 год — LCV года по версии журнала Professional Van and Light Truck — Caddy Maxi
- 2008 год — лучший LCV года (Delivery Magazine Award) — Caddy Maxi
- 2008 год — «Выбор покупателя» — Caddy Maxi (Великобритания)